# Anisognathus notabilis
La tangara barbinegra (Anisognathus notabilis), también denominada tangara montana barbinegra (en Ecuador), clarinero del Pacífico o tangará del Pacífico (en Colombia) o cachaquito de barbilla negra, es una especie de ave paseriforme de la familia Thraupidae, perteneciente al  género Anisognathus. Es nativa del noroeste de América del Sur.

## Distribución y hábitat
Se distribuye por la pendiente del Océano Pacífico de los Andes del oeste de Colombia (desde el sur de Chocó hasta Nariño) y del noroeste de Ecuador (al sur hasta Cotopaxi).
Esta especie es considerada poco común y local en sus hábitats naturales: los bosques montanos y sus bordes, entre los 800 y 2200 m de altitud.

## Sistemática

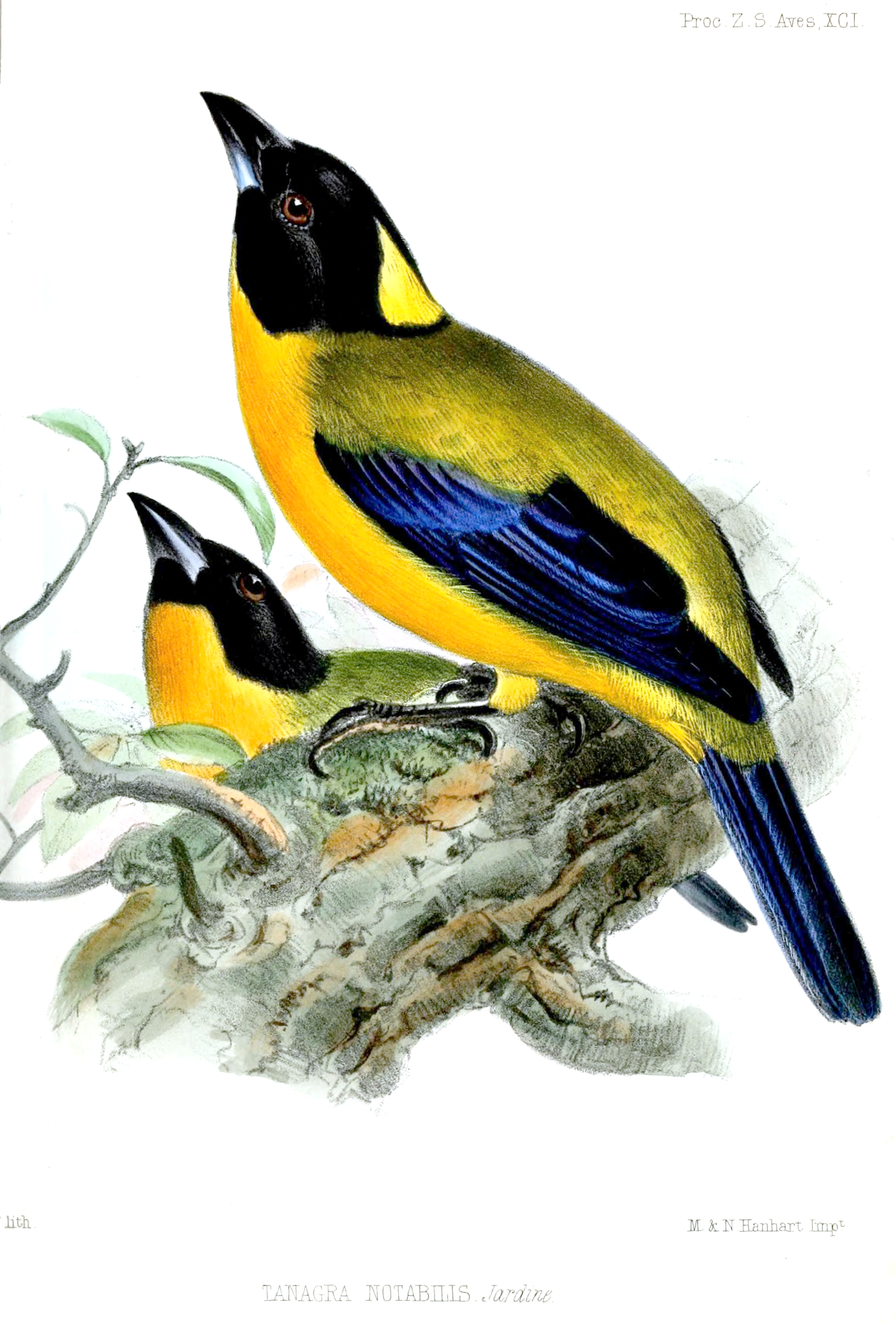
Tanagra notabilis = Anisognathus notabilis, ilustración de Wolf en Proceedings of the Zoological Society of London, 1855.

### Descripción original
La especie A. notabilis fue descrita por primera vez por el zoólogo británico Philip Lutley Sclater en 1855 bajo el nombre científico Tanagra notabilis; su localidad tipo es: «cadena oriental de cordilleras al norte de Quito, Ecuador».

### Etimología
El nombre genérico masculino «Anisognathus» se compone de las palabras griegas «anisos»: desigual, y «gnathos»: mandíbula inferior; y el nombre de la especie «notabilis» proviene del latín y significa  «notable».

### Taxonomía
Los amplios estudios filogenéticos recientes de Burns et al. (2014) demuestran que la presente especie es hermana de Anisognathus somptuosus. Los estudios genético moleculares de Sedano & Burns (2010) ya sugerían que la inclusión de estas dos especies en el género Anisognathus era problemática. Es monotípica.